# Coreopsis californica
Coreopsis californica là một loài thực vật có hoa trong họ Cúc. Loài này được (Nutt.) H.Sharsm. mô tả khoa học đầu tiên năm 1938.